# Epitacio Huerta (Michoacán)
Epitacio Huerta (nombrado así en memoria del Gral. Epitacio Huerta) es una localidad situada al noreste del estado de Michoacán y cabecera del municipio homónimo. Su distancia a la capital es de 106 km .

## Historia
Estuvo poblado antes de la llegada de los españoles por naciones de habla pame y Guame, quienes formaron parte de los pueblos "colchón" entre los reinos Tarasco y Azteca. Al sobrevenir la conquista europea, en la comarca situada al norte de Maravatio, se formaron gigantescas estaciones ganaderas, mediante mercedes de tierras otorgadas a los colonizadores realistas. Hacia 1632 en la hacienda de  Coroneo existieron diversos ranchos y estaciones menores, una de estas fue, San José Buena Vista, en torno a la cual se formó un caserío de peones encasillados que más tarde figuraría como cabecera de Epitacio Huerta. En 1822 San José de Buena Vista, figuraba como una de las haciendas adscritas a Tlalpujahua. En 1923, aparecía anexa a la denominada de La Paz. Durante el período más intenso de la reforma agraria, las haciendas San José de Buena Vista, La Paz, La Luz, El Astillero, Ojo de Agua, La Margarita y otras, fueron afectadas para la conformación de ejidos. En 1962, se erigió la municipalidad de Epitacio Huerta, tanto para conmemorar el centenario de la Batalla de Puebla, como para honrar al destacado militar del cual lleva el nombre. La nueva municipalidad se formó con el territorio de Contepec y la cabecera fue la población conocida como San José de Buena Vista.

## Escudo

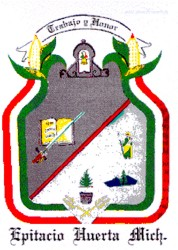
Escudo del municipio de Epitacio Huerta

Tiene la forma de una olla recordando que el territorio que lo constituyó con anterioridad perteneció a Contepec. Las mazorcas de color oro, simbolizan cada uno de sus granos los municipios del estado de Michoacán, la barra en color grana el amor y la valentía de los habitantes, el campo inferior en azul la justicia, celo, verdad, lealtad, caridad y hermosura, las espiga de trigo el fruto del trabajo del hombre, cada uno de los granos las comunidades que lo integran, el espacio superior en oro los caudales y riqueza, y el libro abierto la fuente de cultura.

## Ecosistemas
Predomina el bosque mixto, con pino, encino y sauce; de coníferas con oyamel y pino. Su fauna la conforman el zorrillo, venado, liebre, zorro, cacomixtle, armadillo, comadreja, gato montés, coyote, pato y carpa.

## Relieve
Se constituye por las estribaciones septentrionales del sistema Volcánico Transversal y la depresión de Lerma.
Los cerros: El Redondo, los de la Mesa, El Gallo, La Campana, La Cocina, El Saúco, Las Siete Cruces, Los Rosillos, Pelón, Palomas, La Coronita y las Hormigas.

## Monumentos históricos
- Parroquia de San José
- Zona arqueológica La Capilla